# Elland Road
Elland Road – stadion piłkarski w Leeds (w dzielnicy Beeston) w hrabstwie West Yorkshire w Anglii. Od 1919 siedziba klubu piłkarskiego Leeds United. Stadion ma pojemność 37 890 miejsc. Podczas turnieju Mistrzostw Europy w piłce nożnej 1996 w Anglii na stadionie zostały rozegrane trzy mecze fazy grupowej. W czasie Pucharu Świata w Rugby 2015 stadion był areną dwóch spotkań fazy grupowej.
Stadion posiada 4 trybuny: północną im. Dona Reviea, wschodnią im. Jacka Charltona, południową im. Normana Huntera i zachodnią im. Johna Charlesa.

## Historia

### Lata początkowe
Tereny, na których obecnie znajduje się stadion, pod koniec XIX w. były własnością browaru Bentley i nosiły nazwę Old Peacock Ground, od nazwy pobliskiego pubu, od której pochodzi przydomek klubu – Pawie (ang. Peacock).
Po sprzedaży gruntów przez browar za kwotę 1100 funtów, kolejnym właścicielem została lokalna drużyna rugby Holbeck Rugby Club. 23 kwietnia 1898 odbył się na tych terenach pierwszy mecz piłki nożnej i był to finał West Yorkshire Cup pomiędzy Hunslet i Harrogate, w którym Hunslet wygrał 1:0. Przed sezonem 1898–99 wybudowano jedną trybunę. Prawdopodobnie w tym czasie tereny wokół boiska zaczęto nazywać Elland Road.
Od sezonu 1902–03 zrzeszona w miejskiej lidze rugby, drużyna Leeds Woodville współdzieliła boisko z zespołem Holbeck RFLC. W 1904 zespół Holbeck, po przegranej w play-offach z ekipą St. Helens, uległ rozwiązaniu, a tereny boiska przekształcono tymczasowo na targowisko. W tym samym roku powstał klub piłkarski Leeds City, który wynajął tereny Elland Road na najbliższy sezon. Umowa najmu została podpisana 13 października 1904 na kwotę 75 funtów rocznie.
W 1905 Leeds City zostało przyjęte do Football League, a po pierwszym sezonie w lidze, klub wybudował kosztem 1 050 funtów zadaszone trybuny na 5000 miejsc po zachodniej stronie boiska. Frekwencja na meczach stale rosła, osiągając – 30 grudnia 1905 – ponad 22 500 widzów podczas derbego meczu z Bradford City, z którego dochód ze sprzedaży biletów wyniósł 487 funtów.
W lutym 1906 klub kupił od lokalnego przedsiębiorstwa Monk’s Bridge Iron Company 3961 m² pobliskiej ziemi za cenę 420 funtów. 17 listopada 1906 przed meczem z Chelsea, burmistrz Leeds Joseph Hepworth odsłonił nowo wybudowaną trybunę na 4000 miejsc. Koszt budowy wyniósł 3000 funtów. Wzdłuż trybuny znajdował się tor treningowy, a tuż przy niej szatnie dla zawodników i sędziów oraz garaże samochodowe. Na boisku przeprowadzono prace melioracyjne w celu poprawienia odpływu nadmiaru wody w czasie opadów deszczu.
Podczas I wojny światowej na boisku odbywały treningi strzeleckie.
Na początku sezonu 1919–20 klub został oskarżony o nieprawidłowości finansowe związane z nielegalnym opłacaniem zawodników w czasie I wojny światowej. W wyniku tych oskarżeń klub został usunięty z Football League po pierwszych ośmiu meczach nowego sezonu, a następnie rozwiązany. Surowa kara została wymierzona głównie z powodu zachowania dyrekcji klubu, która odmówiła współpracy z FA w czasie śledztwa, nie przekazując dokumentacji finansowej klubu.
Wycofanie klubu z rozgrywek skłoniło grupę lokalnych biznesmenów do pomysłu przekształcenia Elland Road w cegielnię, ze względu na istniejące pod nim pokłady gliny, lecz ostatecznie boisko zostało na krótki okres wynajęte klubowi piłkarskiemu Yorkshire Amateurs, co pozwoliło uratować Elland Road przed zniszczeniem.
W 1920 roku Yorkshire Amateurs sprzedał Elland Road nowo utworzonemu klubowi Leeds United za 250 funtów.

### 1920-1945
W latach 20. XX w. nad trybuną południową wybudowano drewniany dach w kształcie beczki, który zyskał miano „drapaczki”. Kolejną trybunę, o nazwie Lowfields, wybudowano od strony wschodniej. Za bramką od strony północnej znajdował się plac dla kibiców, którego nazwa „Spion Kop” upamiętniała brytyjskich żołnierzy poległych w Bitwie o Spion Kop.
W latach 30. i 40. XX w. na Elland Road nie wprowadzono żadnych znaczących zmian.
27 grudnia 1932 spotkanie z Arsenalem oglądało 56 796 widzów, co pozostało rekordem frekwencji przez 35 lat.
W 1938 odbył się tutaj finał Rugby Football League pomiędzy Leeds i Hunslet w obecności 54 112 widzów.
W czasie II wojny światowej teren stadion został zarekwirowany przez War Office na cele administracyjne.

### 1946-1980
9 listopada 1953 podczas meczu z Hibernian po raz pierwszy zastosowano sztuczne oświetlenie. Zainstalowane oświetlenie o wartości 7000 funtów, było wówczas najdroższe w Anglii, a sam mecz przyciągnął na trybuny 31 500 widzów.
18 września 1956, we wczesnych godzinach porannych na stadionie wybuchł pożar, który strawił trybunę zachodnią, a także uszkodził duży fragment boiska. Zniszczeniu uległy biura, sprzęt sportowy, sprzęt do fizjoterapii, szatnie, loża prasowa, generatory do oświetlenia, a dach trybuny zawalił się przed przyjazdem straży pożarnej. Całkowite szkody oszacowano na 100 000 funtów, lecz ubezpieczenie było niewystarczające do pokrycia strat. W usuwaniu gruzu brali udział zawodnicy klubu. Zarząd, przy współpracy Rady Miasta Leeds, wystosował apel o zbiórkę funduszy na odbudowę trybuny. Ostatecznie zebrano 60 000 funtów, a na początku następnego sezonu ligowego otwarto nową trybunę, której koszt budowy wyniósł 180 000 funtów. Nowa trybuna posiadała 4 000 miejsc siedzących. Dwa lata później wybuchł kolejny pożar, po meczu Central League z Preston North End, który dzięki szybkiej reakcji sekretarza klubu Cyrila Williamsona oraz kilku dyrektorów został szybko opanowany i nie wyrządził znaczących szkód.
20 marca 1965 odbyła się pierwsza transmisja telewizyjna z Elland Road z meczu ligowego pomiędzy Leeds United a Evertonem wygranego przez gospodarzy 4:1.
15 marca 1967 podczas powtórki meczu piątej rundy Pucharu Anglii przeciwko Sunderlandowi ustanowiono nowy rekord frekwencji wynoszący 57 892 widzów.
W kwietniu 1968 roku plac Spion Kop został usunięty, a w jego miejsce wybudowano za 250 000 funtów nową trybunę. Zadaszona konstrukcja została zbudowana w mniej niż sześć tygodni i stała się znana jako Gelderd End. Po ukończeniu prac budowlanych pomiędzy nową trybuną a boiskiem pozostał pas ziemi o szerokości ok. 18 m, wobec czego zdecydowano się przesunąć murawę o 9 m w kierunku trybuny.
W 1970 połączono trybunę zachodnią z północną, a także wschodnią z północną. Prace modernizacyjne kosztowały 400 000 funtów.
W 1972 został otwarty sklep z klubowymi pamiątkami.
W 1974 przebudowano kosztem 500 000 funtów trybunę południową. Zdemontowano drewniany dach. Nowa trybuna mogła pomieścić 4 000 widzów i posiadała rząd 16 lóż VIP. Plany połączenia trybuny południowej ze wschodnią zostały ograniczone przez brak funduszy. W tym samym roku zmodernizowano oświetlenie. Zamontowano nowe maszty oświetleniowe o wysokości 79 m, które były wówczas najwyższe w Europie. Początkowo wzniesiono trzy maszty – dwa po obu stronach trybuny The Kop i jeden w południowo-zachodnim narożniku – a ostatni cztery lata później.

### 1981-2000
Pierwszym transmitowanym na żywo meczem z Elland Road była powtórka finału Pucharu Ligi rugby pomiędzy Hull FC i Widnes, rozegrana 19 maja 1982 roku.
Latem 1982 roku klub sprzedał Elland Road miastu Leeds za 2,5 miliona funtów, otrzymując w zamian dzierżawę obiektu na okres 125 lat.
We wrześniu 1991 otwarto narożnik między trybunami południowa i wschodnią.
W kwietniu 1992 na tyłach trybuny zachodniej otwarto salę bankietową oraz centrum konferencyjne.
Latem 1992 wyburzono trybuną wschodnią Lowfields, a w jej miejsce wybudowano nową dwupoziomową trybunę na 17 000 miejsc (10 000 miejsc na dolnym poziomie i 7 000 miejsc na górnym poziomie). Koszt remontu zakończonego w 1993 wyniósł 5,5 mln funtów. Na nowej trybunie mieściło się 25 lóż VIP. Na jej dolnym poziomie część miejsc przeznaczono na sektor rodzinny. Trybuna wschodnia była wówczas największą trybuną wspornikową na świecie.
W sezonie 1994-95 na trybunie północnej The Kop zamontowano krzesełka, dzięki czemu Elland Road stało się stadionem wyłącznie z miejscami siedzącymi. Wypełnienie stadionu miejscami siedzącymi wynikało z zaleceń Raportu Taylora, który powstał po tragicznych wydarzeniach z 15 kwietnia 1989 na stadionie Hillsborough w Sheffield podczas półfinału Pucharu Anglii pomiędzy Nottingham Forest i Liverpoolem. Otwarcie przebudowanej trybuny północnej odbyło się w październiku 1994 w obecności prezydenta klubu Georgea Lascellesa oraz Elsy Revie, wdowie po Donie Revie, byłym zawodniku i trenerze Leeds United. Trybunie północnej nadano imię Dona Revie.
16 listopada 1997 na Elland Road odbył się trzeci i decydujący mecz rugby z serii Super League Test pomiędzy Wielką Brytanią i Australią w obecności 39 337 widzów.
W 1998 klub odkupił od miasta stadion za 10 milionów funtów.

### 2001-2010
16 sierpnia 2001 prezes klubu, Peter Ridsdale wysłał do akcjonariuszy oraz posiadaczy karnetów list dotyczący przyszłości klubu, w którym przedstawił dwa scenariusze zmian: modernizacja Elland Road lub przeniesienie siedziby klubu na inny stadion. Do listu dołączona była ankieta do głosowania, a treść listu była stronnicza na korzyść zmiany siedziby. Z 18 500 ankietowanych aż 87,6% opowiedziało się za przeprowadzką. 7 września 2001 Ridsdale ogłosił zamiar przeniesienia klubu na 50-tysięczny stadion w Skelton. Plany te nigdy nie doszły do skutku, ponieważ Ridsdale ustąpił ze stanowiska w marcu 2003, pozostawiając klub w trudnej sytuacji finansowej.
22 grudnia 2001 w meczu Premier League z Newcastle United ustanowiono nowy rekord frekwencji, odkąd stadion posiadał jedynie miejsca siedzące. Spotkanie oglądało 40 287 widzów.
W 2003 Elland Road został sprzedany z klauzulą dzierżawy i wykupu na 25 lat, w celu spłaty pożyczki zaciągniętej od Jacka Petcheya, angielskiego biznesmena i filantropa.
27 grudnia 2006 roku okazało się, że stadion został sprzedany 15 miesięcy wcześniej korporacji Teak Trading Corporation z siedzibą na Brytyjskich Wyspach Dziewiczych.
Latem 2006 została zmodernizowana trybuna południowa. Remont obejmował pomieszczenia kuchenne, powierzchnie biurowe na antresoli, modernizacje zaplecza korporacyjnego oraz restauracji Billy’s Bar, nazwanej na cześć byłego kapitana klubu Billyego Bremnera.

### 2011-2022
W lipcu 2017 roku przeprowadzono szereg wewnętrznych i zewnętrznych ulepszeń, aby poprawić ogólny wygląd stadionu. Ulepszenia polegały na częściowej modernizacji dachu i elewacji trybuny zachodniej, banerów po obu stronach trybuny wschodniej, południowej i północno-wschodnim narożniku boiska, na których widniały podobizny byłych i obecnych zawodników Leeds United. Ponadto wyremontowano wnętrza trybuny zachodniej mieszczące szatnie.
W kwietniu 2020 po śmierci legendy Leeds Normana Huntera, trybuna południowa została nazwana jego imieniem.
W styczniu 2021 klub ogłosił plany przekształcenia części obiektu w centrum szczepień, aby przeciwdziałać pandemii COVID-19, w ramach programu szczepień COVID-19 w Wielkiej Brytanii.

## Trybuny stadionu

### Trybuna im. Dona Reviego

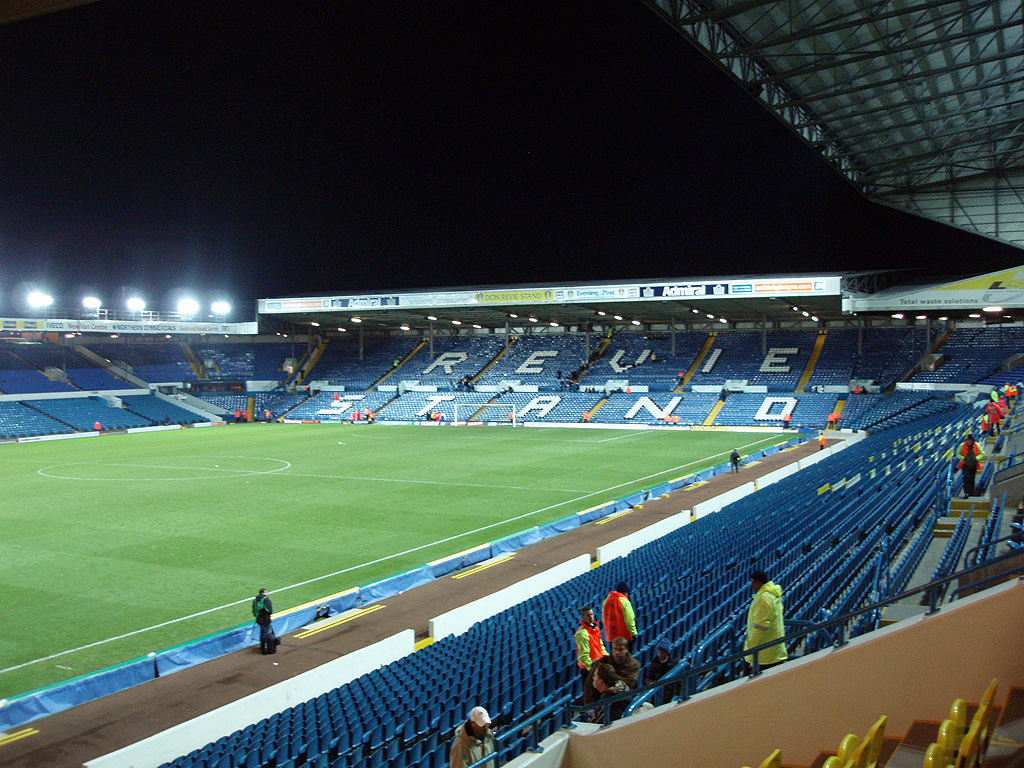
Trybuna północna im. Dona Reviego

Trybuna północna o pojemności 7 000 miejsc (w tym narożniki północno-wschodni i północno-zachodni).
Wcześniej nosiła nazwę Gelderd End lub Kop i pierwotnie była placem. W 1994 nadano jej imię na cześć najbardziej utytułowanego menedżera i byłego gracza klubu, Dona Revie. W północno-zachodnim narożniku znajduje się centrum systemu monitoringu wizyjnego obiektu.

### Trybuna im. Jacka Charltona

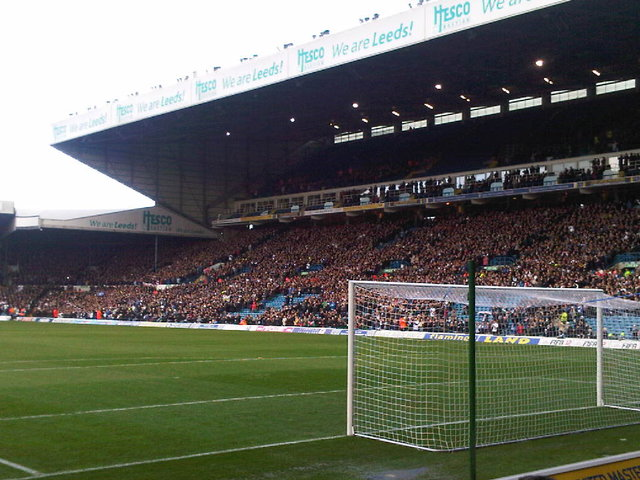
Trybuna wschodnia im. Jacka Charltona

Trybuna wschodnia o pojemności 14 900 miejsc.
Trybuna dwupoziomowa, wybudowana jako ostatnia z 4 trybun, w miejscu trybuny Lowfields. Otwarta w sezonie 1993–94 kosztem 5,5 miliona funtów. Po ukończeniu była to największa trybuna wspornikowa na świecie, mieszcząca 10 000 widzów na poziomie dolnym i 7000 na poziomie górnym. Sektor rodzinny został przeniesiony z trybuny południowej i pierwotnie obejmował cały dolny poziom; w późniejszym okresie jednak zostało to zmienione i obecnie istnieją dwa sektory rodzinne, po jednym na każdym końcu niższego poziomu dla członków klubu i posiadaczy biletów sezonowych uczestniczących w meczach wspólnie z dziećmi. Pomiędzy sektorami rodzinnymi znajduje się 25 loż VIP. W tylnej części trybuny znajdują się sklepy, punkty bukmacherskie i restauracja.

### Trybuna im. Normana Huntera

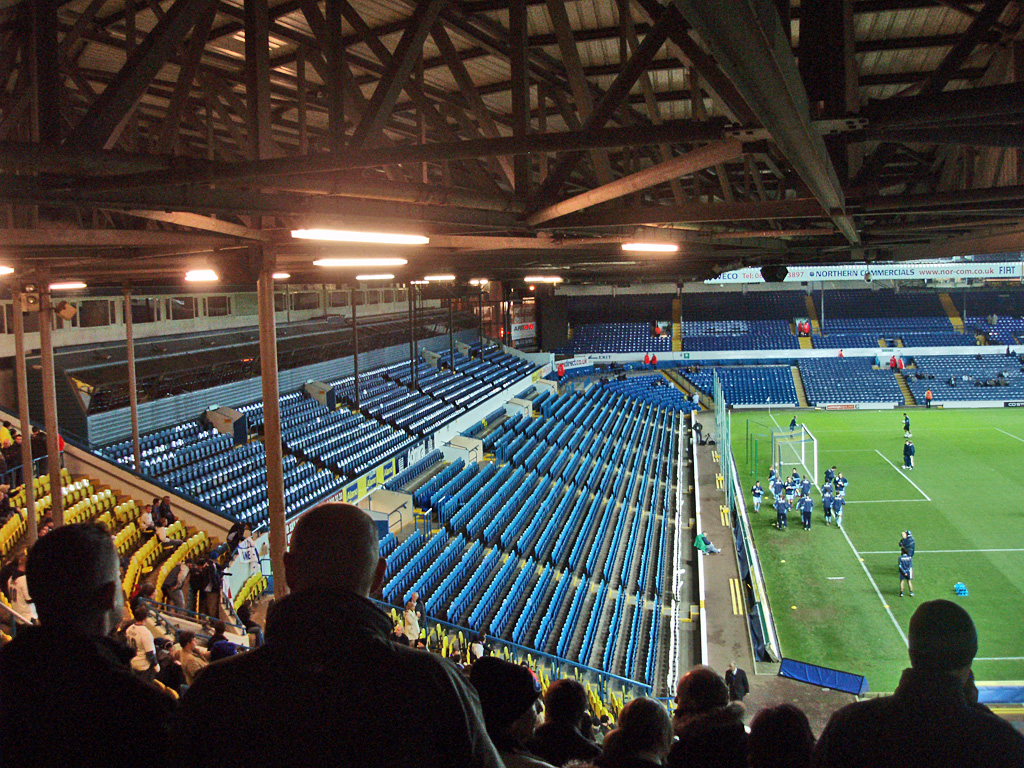
Trybuna południowa im. Normana Huntera

Trybuna południowa o pojemności 5000 miejsc (w tym narożniki południowo-wschodni i południowo-zachodni).
Trybuna zbudowana w 1974 roku kosztem 500 000 funtów, zastąpiła trybunę Scratching Shed (drapaczka), która znajdowała się tam od lat 20. XX w. Składa się z dwóch niedużych kondygnacji, które przecina rząd 32 lóż VIP oraz restauracja. W południowo-zachodnim narożniku znajduje się niewiele miejsc siedzących oraz duży ekran wideo. Narożnik południowo-wschodni może pomieścić 1710 widzów i był przeznaczony dla kibiców klubów przyjezdnych. W późniejszym czasie sektor kibiców gości został przeniesiony na trybunę zachodnią. Latem 2006 trybuna została przebudowana i zamknięta na kilka pierwszych meczów sezonu 2006–07. W tylnej części trybuny mieści się restauracja Billy’s Bar, nazwana na cześć byłego kapitana Leeds Billy Bremnera. Mieści się tutaj klubowy sklep. 23 kwietnia 2020 władze klubu ogłosiły, że trybuna zostanie nazwana imieniem Normana Huntera, który zmarł 20 kwietnia.

### Trybuna im. Johna Charlsa

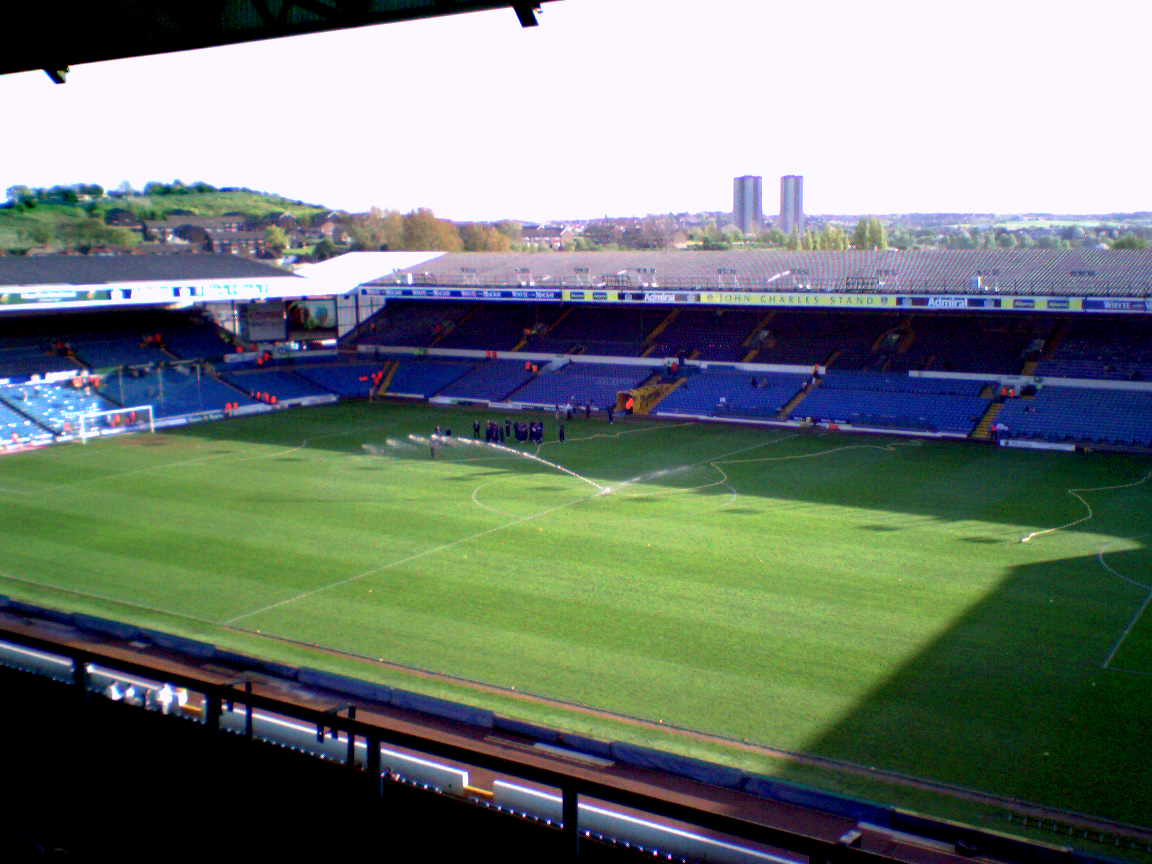
Trybuna zachodnia im. Johna Charlesa

Trybuna zachodnia o pojemności 11 000 miejsc.
Wcześniej znana jako West Stand. Przemianowana w hołdzie zmarłemu 21 lutego 2004 Johnowi Charlsowi, byłemu zawodnikowi klubu. Jest to najstarsza dwupoziomowa trybuna na Elland Road, zbudowana w 1957 po spaleniu się poprzedniej trybuny. Znajdują się tutaj biura klubowe, sala bankietowa, centrum konferencyjne, stanowiska komentatorskie oraz zaplecze dla przedstawicieli radia i prasy. Trybuna mieści także lożę dla dyrektorów drużyn gospodarzy i gości. Od września 2011 znajduje się tutaj sektor kibiców drużyn goszczących na Elland Road.

## Boisko
Boisko o wymiarach 105 m długości i 68 m szerokości. Pod murawą znajduje się system ogrzewania gruntu, którego łączna długość instalacji wynosi ok. 95 km. System ogrzewania murawy oraz drenaż pozwalają rozgrywać mecze nawet w bardzo trudnych warunkach atmosferycznych. Pod trybuną zachodnią i północna znajdują się studnie poboru wody, co pozwala czerpać wodę do podlewania murawy z własnego ujęcia wody.

## Pomniki
W 1999 przed stadionem odsłonięto pomnik legendarnego kapitana Leeds United Billy Bremnera.

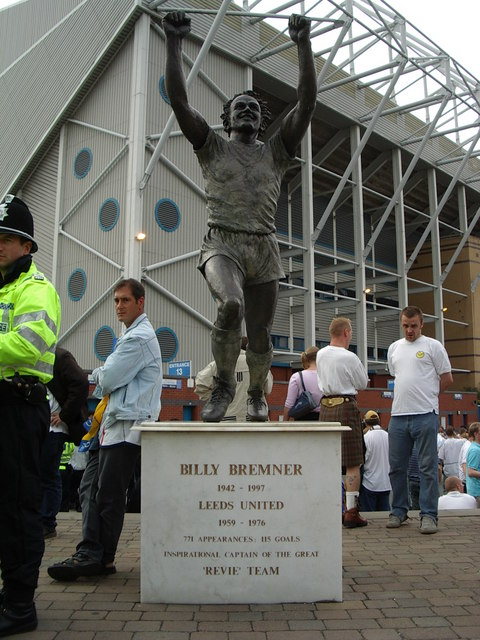
Pomnik Billy Bremnera przed trybuną wschodnią

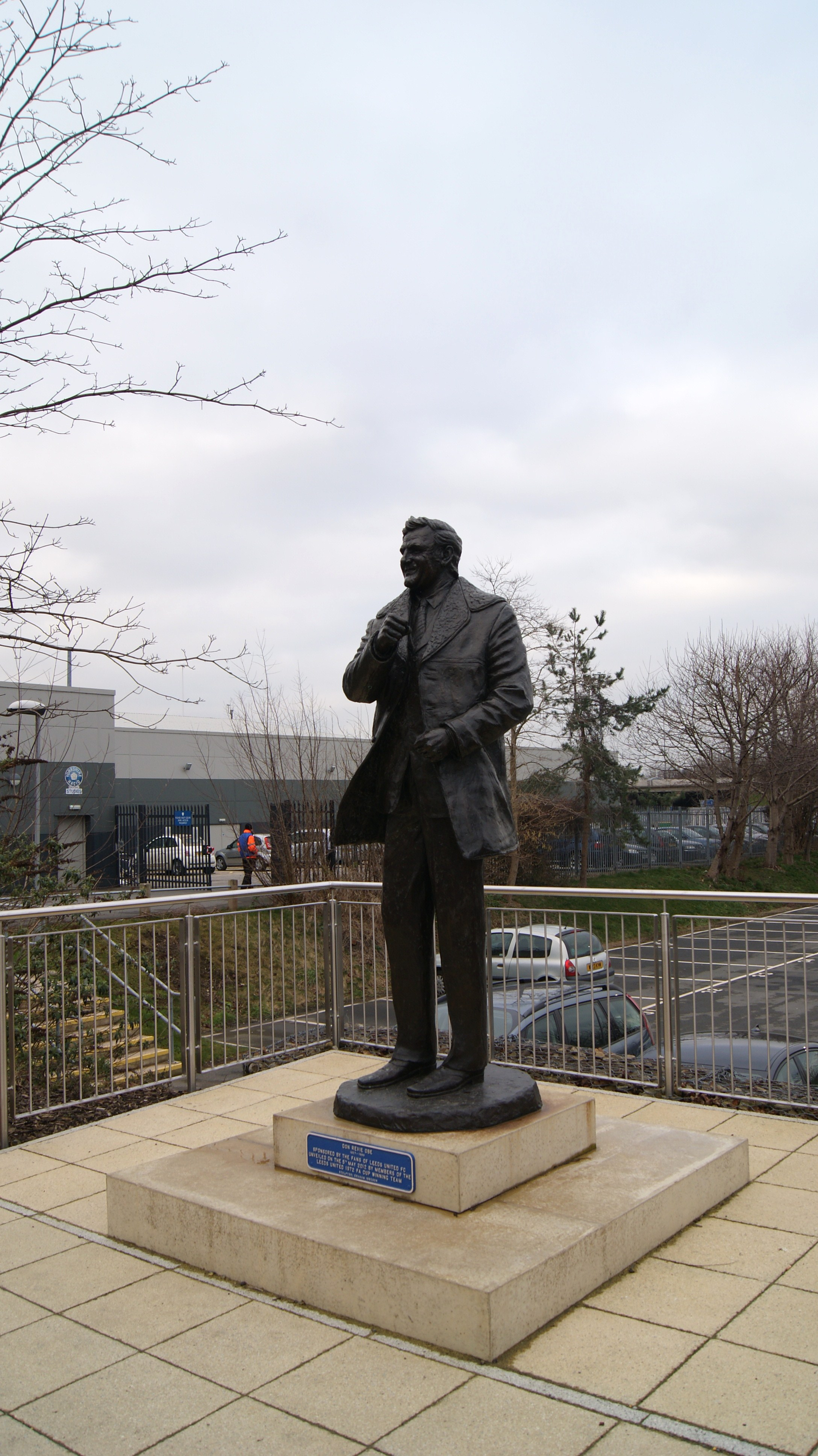
Pomnik Dona Reviego przed Elland Road

W maju 2012, z okazji 40. rocznicy zdobycia przez Leeds United Pucharu Anglii, przed stadionem (naprzeciwko trybuny wschodniej) odsłonięto pomnik byłego menedżera zespołu, Dona Reviego. Odlany z brązu pomnik o wysokości 2,5 m i wadze ok. 200 kg autorstwa Grahama Ibbesona rzeźbiarza z Barnsley, został odsłonięty przez graczy zwycięskiej drużyny z 1972.

## Euro 1996
Podczas turnieju Mistrzostw Europy w piłce nożnej 1996 w Anglii na stadionie Elland Road zostały rozegrane trzy mecze fazy grupowej:
| Data            |           | Wynik |           | Widzów | Faza    |
| --------------- | --------- | ----- | --------- | ------ | ------- |
| 9 czerwca 1996  | Hiszpania | 0–1   | Bułgaria  | 26 000 | Grupa B |
| 15 czerwca 1996 | Francja   | 1–0   | Hiszpania | 38 000 | Grupa B |
| 18 czerwca 1996 | Rumunia   | 0–3   | Hiszpania | 23 000 | Grupa B |

## Rekordy frekwencji
- Najwyższa frekwencja na stadionie z miejscami stojącymi i siedzącymi: 15 marca 1967 – 57 892 widzów w meczu Sunderland AFC, 1:1 (FA Cup, powtórka 5 rundy, sezon 1966-67).

- Najwyższa liczba widzów po przebudowie na stadion (wszystkie miejsca siedzące): 22 grudnia 2001 – 40 287 widzów w meczu z Newcastle United, 3:4 (Premier League, sezon 2001-02).

- Najwyższa frekwencja w europejskich pucharach: 9 kwietnia 1968 – 50 498 widzów w meczu z Glasgow Rangers, 2:0 (Pucharu Miast Targowych, ćwierćfinał, mecz rewanżowy, sezon 1967-68).

## Dojazd do stadionu
Najbliższa stacja kolejowa to Cottingley, chociaż duża liczba kibiców dojeżdża pociągami do głównej stacji kolejowej Leeds (zwanej także Leeds City), która znajduje się w odległości około 2,4 km od stadionu. Spacer od stacji kolejowej do stadionu zajmuje ok. 35 minut. Z dworca na stadion kursują taksówki oraz autobusy miejskie. Osoby podróżujące samochodem mogą parkować na pobliskich parkingach wokół stadionu. W dni meczowe kursują specjalne autobusy bezpośrednio do i ze stadionu, zwykle odjeżdżające z ulicy Sovereign Street w pobliżu stacji kolejowej.

## Inne wydarzenia
Na obiekcie kilkukrotnie odbywały się koncerty muzyczne. 20 maja 1982 odbył się tutaj koncert zespołu Queen, 1 lipca 1987 U2, a 1 czerwca 1991 Happy Mondays. Ponadto koncertowali tutaj: Heart, Joan Jett and the Blackhearts, The Teardrop Explodes, The Fall, The Mission, The Pretenders, The Kaiser Chiefs, The Enemy, Kate Nash, Friendly Fires, The Young Knives, The Farm, The La’s, Rod Stewart.
W 2010 na Elland Road została nakręcona pierwsza scena filmu Jak zostać królem (ang.The King’s Speech), w której książę Albert, grany przez Colina Firtha, próbuje wygłosić przemówienie do tłumu.
W 1986 swoje mecze rozgrywała tutaj drużyna futbolu amerykańskiego Leeds Cougars, lecz ze względu na intensywne zużycie murawy po jednym sezonie opuściła stadion. W 1987 w trzydniowym kongresie pod hasłem „Zaufaj Jehowie” wzięło udział 15 000 Świadków Jehowy.

## Zdjęcia stadionu

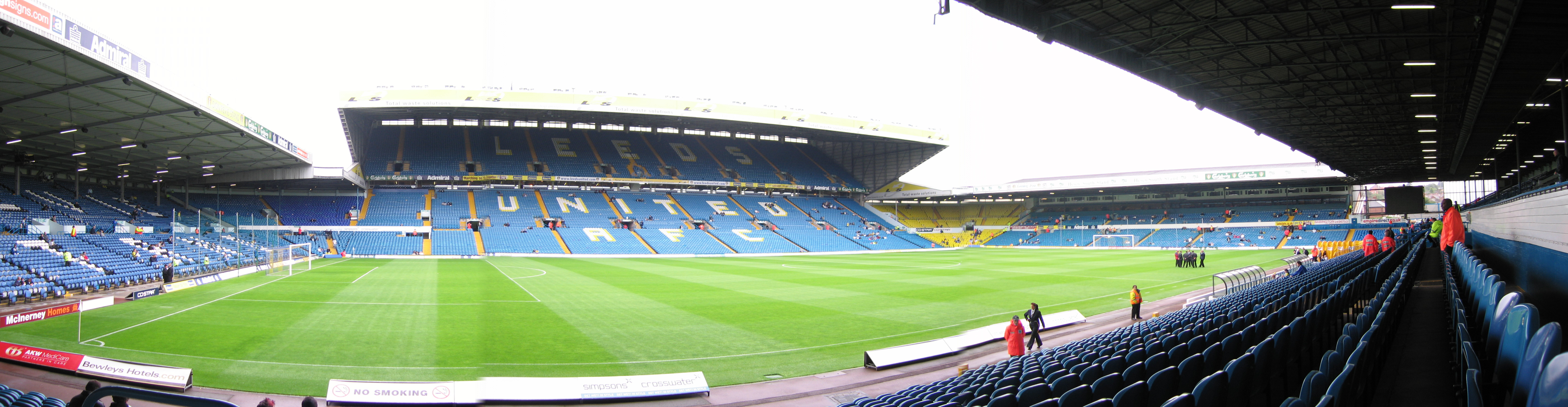
Panorama Elland Road, widok z trybuny zachodniej